# Caroline Burckle
Caroline Burckle (Louisville (Kentucky), 24 juni 1986) is een Amerikaanse voormalige zwemster. Burckle vertegenwoordigde haar vaderland op de Olympische Zomerspelen 2008 in Peking.

## Zwemcarrière
Burckle maakte haar internationale debuut op de wereldkampioenschappen zwemmen 2005 in Montreal. In Montreal zwom de Amerikaanse, samen met Mary DeScenza, Rachel Komisarz en Kaitlin Sandeno, de series van de 4x200 meter vrije slag. In de finale zwom Sandeno samen met, Natalie Coughlin, Whitney Myers en Katie Hoff naar de wereldtitel, door deze prestatie mocht ook Burckle de gouden medaille in ontvangst nemen. Tijdens de Pan-Amerikaanse Spelen 2007 in Rio de Janeiro veroverde de Amerikaanse de gouden medaille op de 800 meter vrije slag.

### 2008
Op de Amerikaanse olympische trials in Omaha (Nebraska) plaatste Burckle zich voor de Olympische Zomerspelen 2008 in Peking op de 4x200 meter vrije slag. Op de Spelen legde de Amerikaanse samen met Allison Schmitt, Natalie Coughlin en Katie Hoff beslag op de bronzen medaille op de 4x200 meter vrije slag.

## Internationale toernooien
| Jaar | Olympische Spelen | WK langebaan                                        | WK kortebaan  | PanPacs       | Pan-Ams         |
| ---- | ----------------- | --------------------------------------------------- | ------------- | ------------- | --------------- |
| 2005 |                   | 4x200m vrije slag · Burckle zwom enkel in de series |               |               |                 |
| 2006 |                   |                                                     | geen deelname | geen deelname |                 |
| 2007 |                   | geen deelname                                       |               |               | 800m vrije slag |
| 2008 | 4x200m vrije slag |                                                     | geen deelname |               |                 |
| 2009 |                   | geen deelname                                       |               |               |                 |
| 2010 |                   |                                                     | geen deelname | geen deelname |                 |

## Persoonlijke records

### Langebaan
| Afstand         | Tijd    | Datum            | Plaats |
| --------------- | ------- | ---------------- | ------ |
| 100m vrije slag | 55,58   | 3 juli 2008      | Omaha  |
| 200m vrije slag | 1.57,86 | 13 augustus 2008 | Peking |
| 400m vrije slag | 4.05,09 | 30 juni 2008     | Omaha  |
| 800m vrije slag | 8.32,26 | 5 juli 2008      | Omaha  |